# 카우든비스 커콜디 (영국 의회 선거구)
카우든비스 커콜디 (Kirkcaldy and Cowdenbeath)는 영국 의회의 하원에서 지역을 대표하는 스코틀랜드의 선거구이다. 2024년부터 노동당의 멜라니 워드 의원이 지역구 의원을 맡고 있다. 선거비용보전과 선관위원 유형 면에서는 자치주 선거구로 분류된다.
2005년부터 2015년까지 고든 브라운 전 영국 총리가 국회의원으로 있었던 지역구로, 원래 던펌린이스트 지역구 국회의원 (1983~2005)으로 있었다가 선거구 개편으로 지역구가 바뀌었다. 고든 브라운 의원은 1997년부터 2007년까지 영국 재무장관을, 2007년부터 2010년까지 영국 총리를 지냈다.
과거 명칭은 지역명의 순서만 바꾼 커콜디 카우든비스 (Kirkcaldy and Cowdenbeath)였으나, 2023년 웨스트민스터 선거구 정기심의에 따른 선거구 개편 이후 2024년 영국 총선부터 현재의 이름으로 바뀌었다.

## 역사
2005년 총선부터 신설되었으며 초대 의원은 고든 브라운 당시 영국 재무장관이었다. 브라운 의원은 1983년부터 2005년까지 던펌린이스트 지역구 국회의원을 지냈으며 2007년부터는 토니 블레어의 후임으로 영국 총리가 되었다. 2010년 영국 총선에서 무난하게 재선에 성공하였으나 노동당의 패배로 총리 연임에는 실패하였으며, 영국 노동당 대표직에서도 물러났다. 이후 야당측 평의원으로 지낼 것이라고 밝혔으며, 5년간 국회의원직을 역임하였다.
2015년 영국 총선에서는 브라운 의원이 불출마한 동시에 스코틀랜드 국민당이 스코틀랜드 내에서의 돌풍을 타고 처음으로 카우든비스 커콜디 지역구도 확보하였다. 2017년 총선에서는 노동당의 리즐리 레어드 후보가 로저 멀린 스코틀랜드 국민당 후보를 단 259표차로 누르고 지역구를 탈환하였다. 레어드 의원은 2017년 6월 14일 노동당 그림자 내각에서 예비 스코틀랜드장관에 임명되었다가 일주일 만에 물러났다.
2019년 총선에서는 스코틀랜드 국민당의 닐 핸비 후보가 1,243표의 격차로 당선되었다. 그러나 선거기간 중에 핸비 후보가 SNS에 반유대주의 성향을 드러낸 글을 게시한 것이 논란이 되면서 스코틀랜드 국민당 측이 출당 조치를 내렸다. 후보등록 마감 이후의 조치였기에 투표용지상에는 스코틀랜드 국민당으로 당적이 유지된 채로 발행되었으며, 스코틀랜드 국민당이 노동당으로부터 지역구를 탈환한 것으로 보도됐다. 이번 총선에서 출당조치로 인해 무소속인 상태에서 당선된 사례는 핸비 후보가 유일했다. 핸비 의원은 2020년 6월 스코틀랜드 국민당에 복당하였다. 하지만 2021년 3월 스코틀랜드 국민당에서 탈당하여 신당인 알바당에 합류, 이스트로디언 지역구의 케니 매캐스킬 의원과 함께 알바당 소속 의원 2명 중 한 명이 되었다.

## 관할구역
스코틀랜드 로우랜드 지방의 파이프 (Fife) 지역에 속한 지역구로, 북쪽으로 오킬 사우스퍼스셔, 서쪽으로 던펌린 웨스트파이프, 동쪽으로 글렌로스 지역구와 접한다. 커콜디시, 카우든비스시 외에도 번트아일랜드, 돌거티베이, 다이저트, 켈티, 로크겔리시가 속하며 애버더, 오치터툴, 발링그리, 크로스힐, 글렌크레이그, 킹혼, 로코어, 럼피넌스 마을이 속해 있다.
역대 관할구역은 다음과 같다.
- 2005년~2024년: 파이프 의회구역의 애버더 번트아일랜드웨스트, 오치터툴 번트아일랜드이스트, 발링그리 로코어, 베너키 밸리, 카우든비스센트럴, 크로스힐 로크겔리노스, 돌거티베이이스트, 돌거티베이웨스트 힐렌드, 더니키어, 다이저트 갤러타운, 글레브파크, 패스헤드 싱클레어타운, 헤이필드 볼서즈니, 켈티, 킹혼 인버티얼, 링크타운 커콜디센트럴, 럼피넌스 로크겔리사우스, 오크필드 카우든비스노스, 레이스 롱브래스, 스미턴 오버턴, 템플홀이스트, 템플홀웨스트
- 2024년~현재: 파이프 의회구역의 던펌린노스, 인버키싱 달게티베이, 번티슬랜드, 킹혼 웨스턴커콜디, 커콜디노스, 커콜디센트럴, 커콜디이스트, 카우든비스

## 역대 국회의원
| 선거 | 선거   | 의원          | 정당              |
| ---- | ------ | ------------- | ----------------- |
|      | 2005년 | 고든 브라운   | 노동당            |
|      | 2015년 | 로저 멀린     | 스코틀랜드 국민당 |
|      | 2017년 | 레즐리 레어드 | 노동당            |
|      | 2019년 | 닐 핸비       | 무소속            |
|      | 2020년 | 닐 핸비       | 스코틀랜드 국민당 |
|      | 2021년 | 닐 핸비       | 알바당            |
|      | 2024년 | 멜라니 워드   | 노동당            |

## 역대 선거 결과

### 2020년대
|  | 45.7% |

|  | 28.0% |

|  | 7.8% |

|  | 7.7% |

|  | 3.9% |

|  | 3.8% |

|  | 2.8% |

|  | 0.3% |

### 2010년대
|  | 35.2% |

|  | 32.6% |

|  | 20.1% |

|  | 6.2% |

|  | 3.5% |

|  | 2.4% |

12019년 총선 후보등록 마감 이후인 2019년 11월 28일, 스코틀랜드 국민당은 닐 핸비 후보에 대해 반유대주의성 발언으로 당원 자격 정지와 후보지명 철회를 내렸다.
|  | 36.8% |

|  | 36.3% |

|  | 23.3% |

|  | 2.4% |

|  | 1.2% |

|  | 52.2% |

|  | 33.4% |

|  | 9.9% |

|  | 2.3% |

|  | 2.3% |

|  | 64.5% |

|  | 14.3% |

|  | 9.3% |

|  | 9.3% |

|  | 1.7% |

|  | 0.4% |

|  | 0.4% |

|  | 0.1% |

### 2000년대
|  | 58.1% |

|  | 14.5% |

|  | 13.0% |

|  | 10.3% |

|  | 1.6% |

|  | 1.2% |

|  | 1.0% |

|  | 0.1% |

|  | 0.1% |

## 같이 보기
- 스코틀랜드의 정치
- 스코틀랜드의 영국 의회 선거구 목록